# Sporting News
Sporting News (anteriorment conegut com The Sporting News, i conegut col·loquialment com a TSN) és una revista esportiva estatunidenca. Va ser fundada per Alfred H. Spink, un dels directors del St. Louis Browns. La primera edició fou publicada l'any 1886 i actualment s'ha convertit en una de les publicacions dominants en la temàtica de beisbol. El TSN cobreix principalment la Major League Baseball, la National Football League, la National Hockey League, la National Basketball Association, NASCAR, la Primera Divisió de bàsquet masculí de la NCAA, la lliga de futbol americà universitari de la NCAA, totes elles lligues nord-americanes, amb cobertura ocasional d'altres esports. L'any 2006 el diari va ser comprat pel grup American City Business Journals. Després de 122 anys d'existència com a publicació setmanal, l'any 2008 va passar a publicar-se bimensualment. Anteriorment en el mateix any, va ser llençada una edició en línia, anomenada "Sporting News Today".